# Jeremy Leggett
Pour les articles homonymes, voir Leggett.
Jeremy Leggett (né en 1954) est un écrivain et entrepreneur social britannique. Fondateur et directeur de Solarcentury (1997- ), une compagnie œuvrant dans le domaine de l'énergie solaire, il est le récipiendaire de nombreux prix internationaux lié aux énergies vertes.
Il est l'auteur de quatre livres sur la transition énergétique.

## Biographie
Leggett fait des études en sciences de la Terre à la Royal School of Mines, Imperial College London.
Préoccupé par le réchauffement climatique, il abandonne l'Imperial College afin de travailler pour Greenpeace International (1989–1996). Il quittera l'organisation pour fonder Solarcentury en 1997.
Leggett est une personnalité médiatique connue, ayant notamment collaboré avec CNN ainsi que sur divers comités consultatifs gouvernementaux britanniques ainsi que pour certaines organisations corporatives,.